# Scaevola brooksiana
Scaevola brooksiana är en tvåhjärtbladig växtart som beskrevs av Ferdinand von Mueller. Scaevola brooksiana ingår i släktet Scaevola och familjen Goodeniaceae. Inga underarter finns listade i Catalogue of Life.